# Rome Frenzy
Die Rome Frenzy waren eine US-amerikanische Eishockeymannschaft aus Rome, New York. Das Team spielte in der Saison 2010/11 in der Federal Hockey League.

## Geschichte
Das Franchise der Rome Frenzy wurde im Frühjahr 2010 als eines der sechs Gründungsmitglieder der Federal Hockey League gegründet, in der sie in der Saison 2010/11 am Spielbetrieb teilnahmen. Im Mai 2011 gaben die Rome Frenzy bekannt, dass das Team zur Saison 2011/12 nicht in die FHL zurückkehren wird, nachdem es während der vorhergehenden Saison den Spielbetrieb eingestellt hatte. Als Gründe wurden vor allem die unbefriedigenden Zuschauerzahlen genannt. Der Zuschauerschnitt lag in der Saison 2010/11 bei 215, während etwa 60 Dauerkarten verkauft wurden.
Ihre Heimspiele trugen die Rome Frenzy in der 1.200 Zuschauer fassenden John F. Kennedy Civic Arena aus.